# چارلی کرید-میلز
چارلی کرید-میلز (انگلیسی: Charlie Creed-Miles؛ زادهٔ ۲۴ مارس ۱۹۷۲) بازیگر اهل انگلستان است.
از فیلم‌ها یا برنامه‌های تلویزیونی که وی در آن نقش داشته‌است، می‌توان به ۱۰۰ خیابان ، عنصر پنجم، آخرت، آرتور شاه، هری براون، نکبت، تو و من، آرزوهای بزرگ، وقایع‌نگاری فرانکنشتاین، بچه‌های محله اسکس، رومی‌ها و پیکی بلایندرز اشاره کرد.